# Train d’eaux
Train d’eaux (auch: Train des Eaux) war ein Schnellzug und der Markenname französischer Kurswagen-Züge, die als Bäderzüge im Personenverkehr zwischen Paris und den Haut-de-gamme-Thermalbadeorten in den westlichen Vogesen eingesetzt wurden. Die wohlhabende Badegäste anlockende Zugverbindung wurde von den Eisenbahngesellschaften mit besonderer Aufmerksamkeit bedacht, weil der Verkehr dorthin eine hohe Rentabilität versprach, wie Plakatsammlungen aus den Anfangsjahren belegen. Erstmals 1893 von den Chemins de fer de l’Est (Französischen Ostbahn) eingesetzt verkehrte sie mit Kriegsunterbrechung bis 2002 in den Sommermonaten dreimal wöchentlich. Jeweils am Folgetag fuhr sie wieder zurück. Als Besonderheit ist festzustellen, dass bis zur Aufhebung der dritten Wagenklasse 1956 nur Wagen der ersten und zweiten Klasse eingesetzt wurden, zeitweise auch Pullmanwagen. Die zehn Bäder in Bains-les-Bains, Bourbonne-les-Bains, Contrexéville, Épinal, Gérardmer, Laveline-devant-Bruyères, Luxeuil-les-Bains, Martigny-les-Bains, Plombières-les-Bains und Vittel wurden mit verschiedenen Kurswagen-Verbindungen bedient.
Nach dem Ersten Weltkrieg kam eine Zugverbindung von Clermont-Ferrand und von Straßburg hinzu. Der im Verhältnis zum Ort viel zu große Bahnhof Culmont-Chalindrey im Département Haute-Saône war mit seinen fünf Bahnsteiggleisen dabei die wichtigste Drehscheibe für den Verkehr. Ergänzt wurde diese Zugverbindung durch weitere Zugläufe, sodass vier bis fünf Verbindungen täglich zu allen Destinationen angeboten wurden, diese dann allerdings mit Umstieg in andere Züge, aber in allen Wagenklassen.

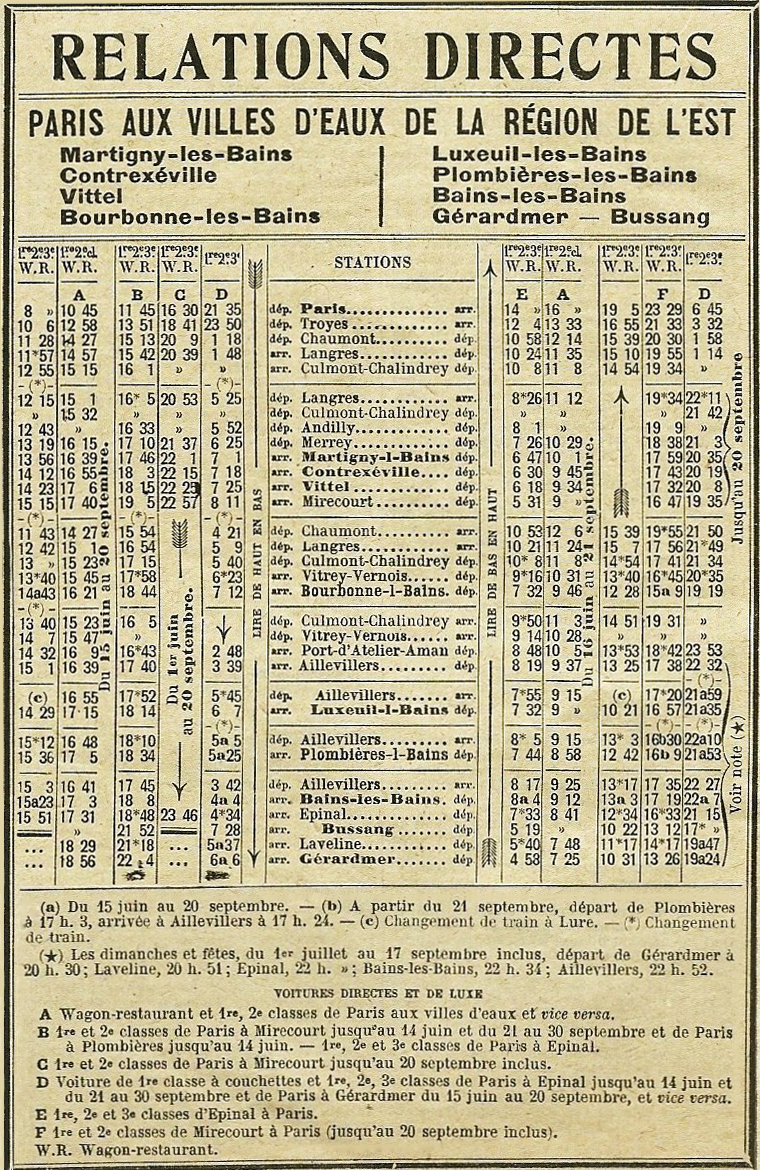
Fahrplantabelle 1922 der Trains d’Eaux

Nach einer Unterbrechung im Zweiten Weltkrieg verkehrte der Zug aus bzw. nach Paris wieder ab dem Sommer 1946. Er trug die Nummern 405/406, aus Clermont-Ferrand kam der VE-/EV-Express und aus Straßburg der 407/408.:S. 7–8 Während die beiden ersten Züge jeweils am frühen Nachmittag in Culmont-Chalindrey in ihre verschiedenen, Kurswagen-bestimmten Einheiten aufgeteilt wurden – eine weitere Aufteilungen fand im Bahnhof Aillevillers und in Épinal statt –, fuhr der Zug aus Straßburg früh morgens bis Vittel, das er gegen Mittag erreichte.
In Paris startete der Zug mit dreizehn Wagen plus Speisewagen, von denen er vier an den Zug aus Clermont-Ferrand abgab und selbst drei von ihm aufnahm. Im Bahnhof Aillevillers blieben sechs Wagen, von denen drei weiter nach Plombières-les-Bains geführt wurden, die anderen sechs gingen als Zug 406 gemeinsam bis Épinal, wo der Zug wiederum halbiert wurde. Drei Wagen gingen nach Gérardmer, drei wurden weiter nach Straßburg geführt.
Der VE aus Clermont-Ferrand besaß bis Culmont-Chalindrey acht Wagen plus Speisewagen, bis zum Bahnhof Mirecourt neun, von denen dort fünf abgekoppelt wurden und zwei weiter nach Straßburg gingen. Drei fuhren, ergänzt durch einen neuen Wagen, weiter bis Bahnhof Metz.
Im Laufe der Jahrzehnte änderte sich das Rollmaterial. Eingesetzt wurden grundsätzlich nur vierachsige Reisezug-Durchgangswagen.
Die Strecke nach Luxeuil-les-Bains wurde nach dem Krieg wegen Kriegsschäden gar nicht mehr eröffnet.